# Marina Gwiazda w Bydgoszczy
Marina „Gwiazda” – przystań – marina położona w Bydgoszczy na Kanale Bydgoskim.

## Lokalizacja
Marina jest zlokalizowana w zachodniej części Bydgoszczy, na osiedlu Miedzyń. Jest usytuowana na styku nowego i starego odcinka Kanału Bydgoskiego, przy stadionie Klubu Sportowego „Gwiazda” i dwóch śluzach: Czyżkówko i zabytkowej śluzie VI.

## Historia
Marina „Gwiazda” jest pierwszą zbudowaną od podstaw przystanią wodną o europejskim standardzie, w ramach programu rewitalizacji Bydgoskiego Węzła Wodnego i drogi wodnej Wisła-Odra.
Jej budowę rozpoczęto w 2006 r., a ukończono w 2009 r. Uroczyste otwarcie przystani nastąpiło 30 maja 2009 r. podczas Targów „Ster” i Bydgoskiego Festiwalu Wodnego „Ster na Bydgoszcz”. Dokonali tego: Podsekretarz Stanu w Ministerstwie Infrastruktury Anna Wypych-Namiotko oraz prezydent Bydgoszczy.

## Infrastruktura
Przystań posiada:
- stanowiska postojowe dla ok. 15 jednostek[3];
- parking dla samochodów i wozów campingowych;
- boje ułatwiające cumowanie łódek;
- pomosty z gniazdami elektrycznymi;

Sąsiedztwo klubu sportowego umożliwia skorzystanie przez wodniaków z jego infrastruktury, zaś fragment starego kanału zaadaptowano na cumowisko dla jednostek pływających. W latach 2010–2014 na marinie miała również swój przystanek końcowy linia Bydgoskiego Tramwaju Wodnego („Szlakiem Śluz” ), zapewniająca 2 razy dziennie połączenie poprzez śluzy Czyżkówko, Okole i Miejską z Rybim Rynkiem w centrum miasta. W 2011 kursowanie tramwaju ograniczono do piątków, sobót i niedziel od czerwca do sierpnia; w 2013 kursowanie linii zapoczątkowano dopiero 5 lipca, a w 2014 – 4 lipca. Od 2015 kursowanie tramwajów wodnych na Miedzyń z powodu remontu Śluzy Miejskiej, a następnie Śluzy Okole, zostało zawieszone.
W położonym tuż obok przystani Ośrodku Sportowym „Gwiazda” można skorzystać z:
- pryszniców;
- zaplecza sanitarnego;
- pomieszczenia do przygotowywania posiłków;
- infrastruktury sportowej, m.in. boisk ze sztuczną nawierzchnią i kortów tenisowych;
- wypożyczalni łodzi motorowych i kajaków;
- wypożyczalni rowerów,
- wypożyczalni sprzętu rekreacyjnego, m.in. grillów, stolików, ław i parasoli.

Przystań jest strzeżona i monitorowana, oferuje również postój łodzi, slip ręczny oraz mycie łodzi myjką ciśnieniową. Sezon, podczas której jest czynna, trwa od początku kwietnia do końca października.
W 2020 wypożyczalnię kajaków i rowerów wodnych uruchomiła w tym miejscu 16. Bydgoska Żeglarska Drużyna Harcerska.

## Zimowa galeria

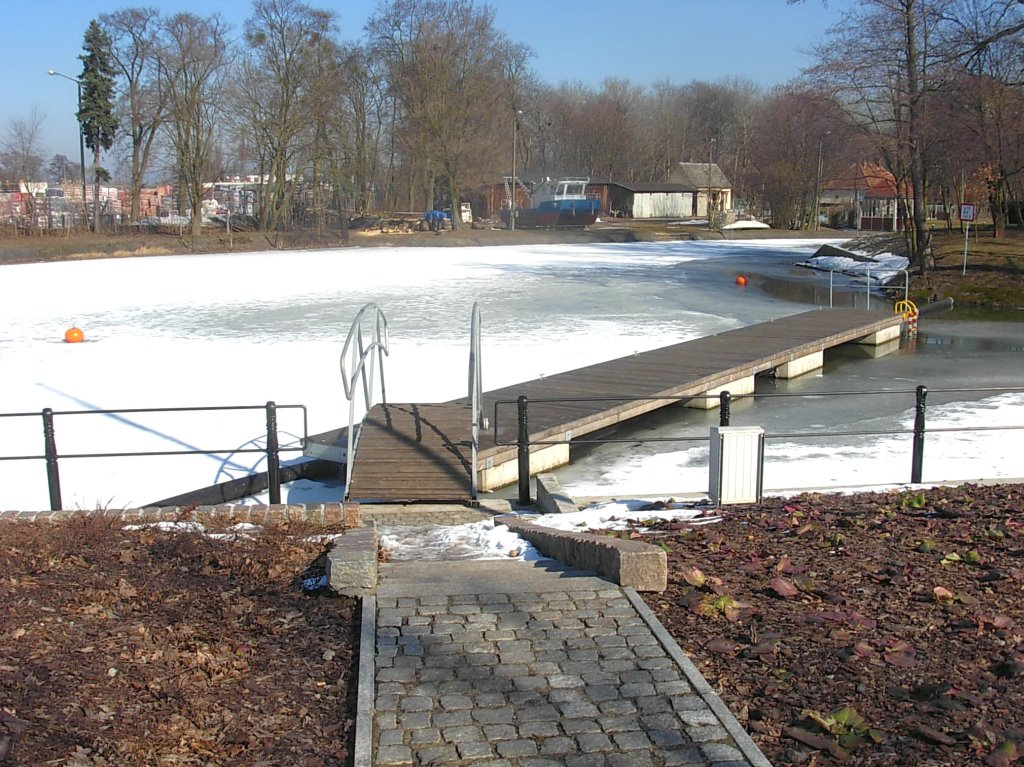
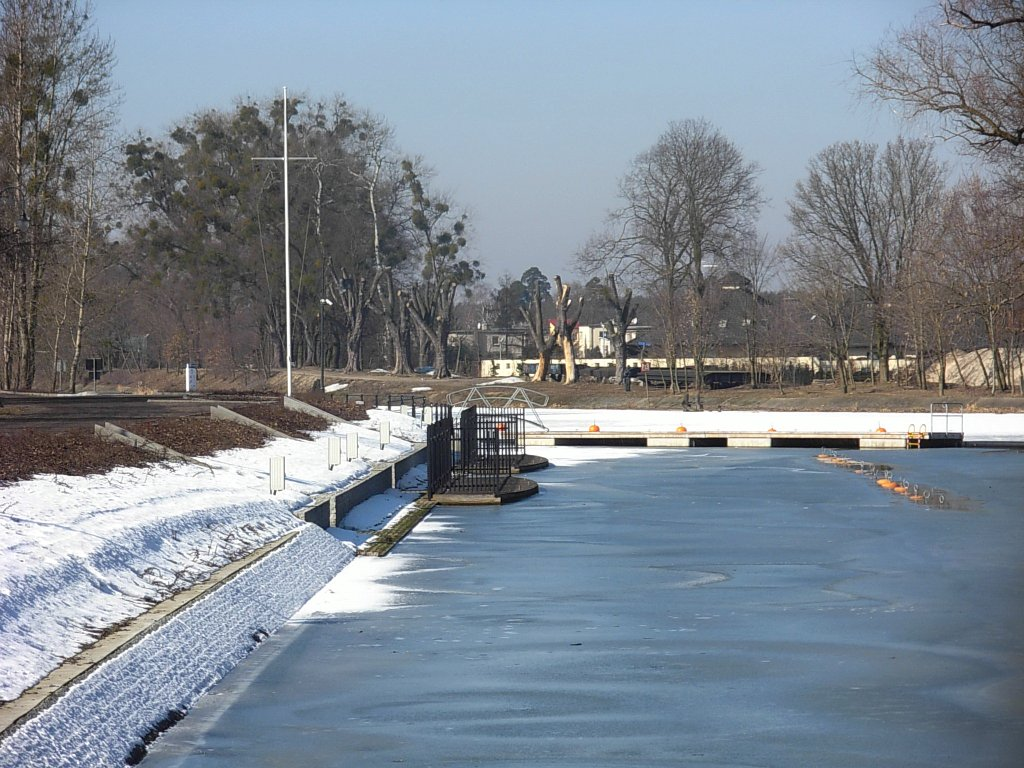
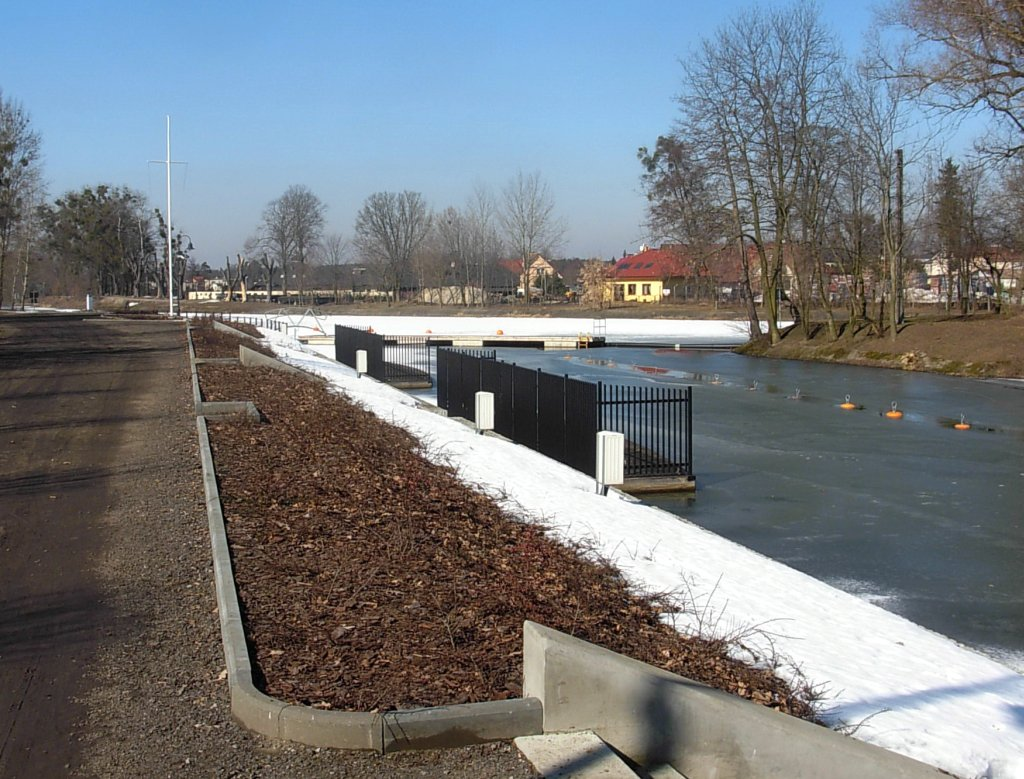
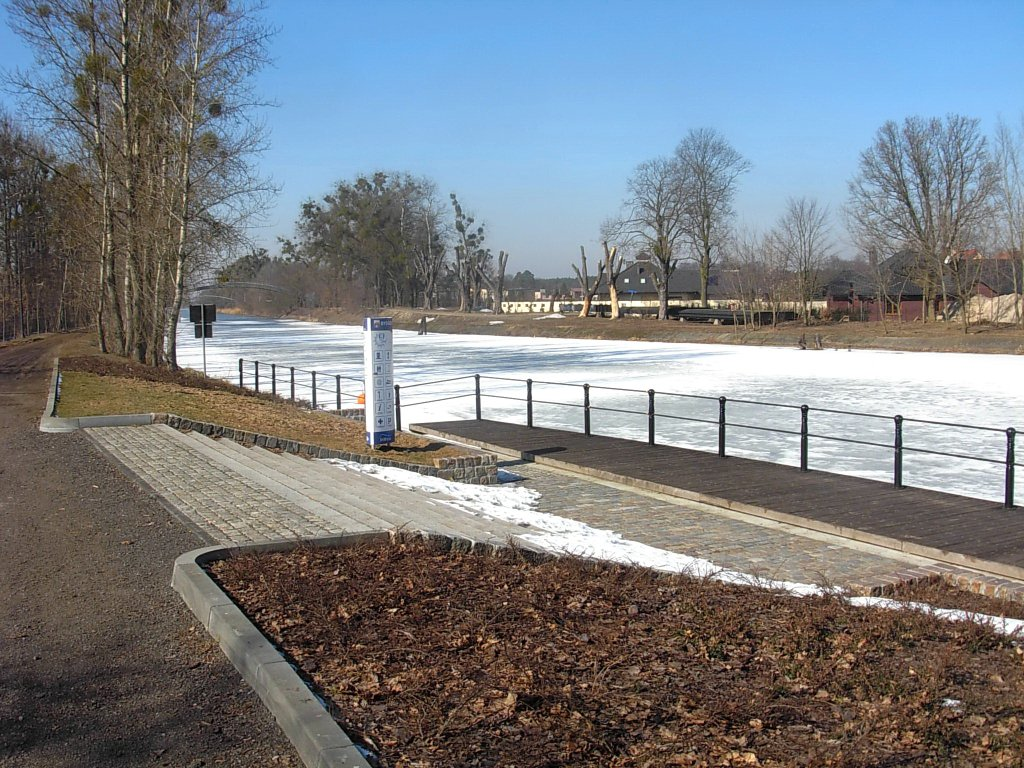
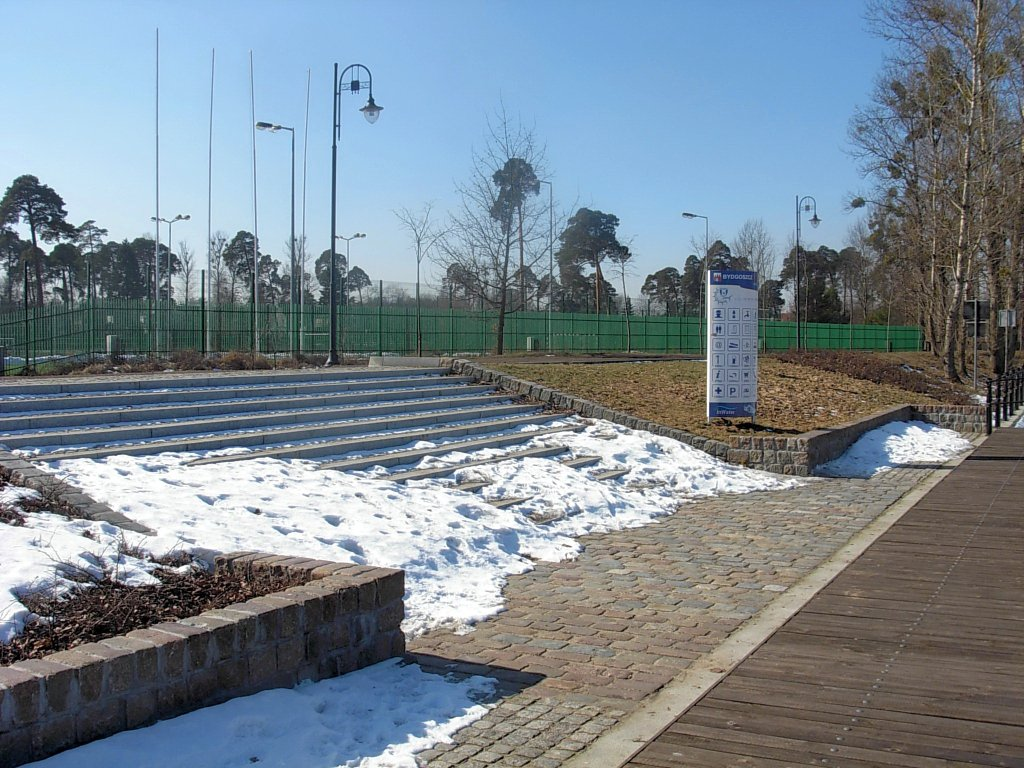
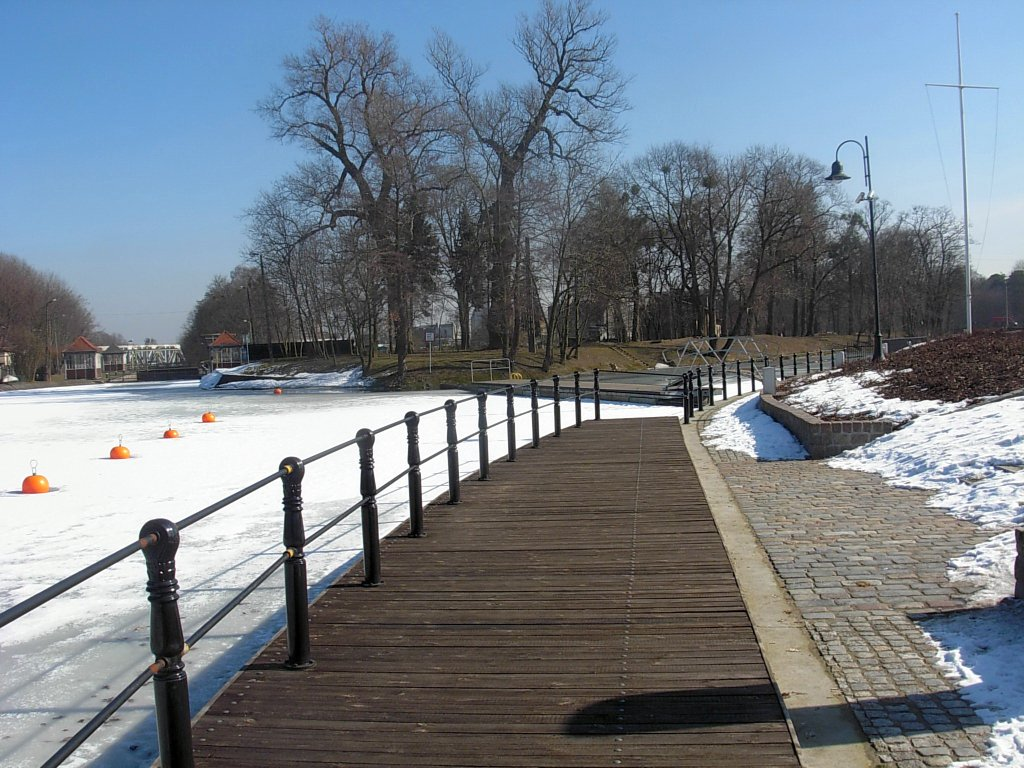
Na lewo śluza Czyżkówko, na prawo stary Kanał Bydgoski